# Demonware
Demonware，是爱尔兰的软件开发公司，动视暴雪旗下子公司。由迪伦·柯林斯和Sean Blanchfield在2003年成立。2007年5月，该公司是被动视公司购买。 Demonware的产品是让游戏发行商按照自己的网络需求，使他们能够专注于可玩性。该工作室在爱尔兰都柏林和加拿大温哥华以及中国上海有工作室。